# Diocesi di San José del Guaviare
La diocesi di San José del Guaviare (in latino Dioecesis Sancti Iosephi a Guaviare) è una sede della Chiesa cattolica in Colombia suffraganea dell'arcidiocesi di Villavicencio. Nel 2022 contava 102.240 battezzati su 113.600 abitanti. La sede è vacante.

## Territorio
La diocesi è collocata nella parte centro-meridionale della Colombia e comprende per intero il dipartimento di Guaviare, costituito da 4 comuni: Calamar, El Retorno, Miraflores e San José del Guaviare.
Sede vescovile è la città di San José del Guaviare, dove si trova la cattedrale di San Giuseppe.
Il territorio si estende su una superficie di 42.327 km² ed è suddiviso in 17 parrocchie, raggruppate in 2 vicariati: urbano e rurale.

## Storia
Il vicariato apostolico di San José del Guaviare fu eretto il 19 gennaio 1989 con la bolla Tum novas utile di papa Giovanni Paolo II, ricavandone il territorio dalla prefettura apostolica di Mitú (oggi vicariato apostolico).
Il 29 ottobre 1999 il vicariato apostolico è stato elevato al rango di diocesi con la bolla Inter cetera dello stesso papa Giovanni Paolo II.
Originariamente suffraganea dell'arcidiocesi di Bogotà, il 3 luglio 2004 la diocesi è entrata a far parte della provincia ecclesiastica dell'arcidiocesi di Villavicencio.

## Cronotassi dei vescovi
Si omettono i periodi di sede vacante non superiori ai 2 anni o non storicamente accertati.
- Belarmino Correa Yepes, M.X.Y. † (19 gennaio 1989 - 17 gennaio 2006 ritirato)
- Guillermo Orozco Montoya (17 gennaio 2006 - 2 febbraio 2010 nominato vescovo di Girardota)[1]
- Francisco Antonio Nieto Súa (2 febbraio 2011 - 26 giugno 2015 nominato vescovo di Engativá)[1]
- Nelson Jair Cardona Ramírez (7 maggio 2016 - 4 ottobre 2024 nominato vescovo di Pereira)

## Statistiche
La diocesi nel 2022 su una popolazione di 113.600 persone contava 102.240 battezzati, corrispondenti al 90,0% del totale.
| anno | popolazione | popolazione | popolazione | presbiteri | presbiteri | presbiteri | presbiteri                | diaconi | religiosi | religiosi | parrocchie |
| anno | battezzati  | totale      | %           | numero     | secolari   | regolari   | battezzati per presbitero | diaconi | uomini    | donne     | parrocchie |
| ---- | ----------- | ----------- | ----------- | ---------- | ---------- | ---------- | ------------------------- | ------- | --------- | --------- | ---------- |
| 1990 | 110.000     | 120.000     | 91,7        | 12         | 7          | 5          | 9.166                     |         | 5         | 4         | 9          |
| 1999 | 100.000     | 120.000     | 83,3        | 17         | 17         |            | 5.882                     | 3       |           | 4         | 12         |
| 2000 | 100.000     | 140.000     | 71,4        | 18         | 18         |            | 5.555                     | 3       |           | 4         | 12         |
| 2001 | 100.000     | 140.000     | 71,4        | 18         | 18         |            | 5.555                     | 3       |           | 4         | 12         |
| 2002 | 105.000     | 145.000     | 72,4        | 20         | 20         |            | 5.250                     | 3       |           | 6         | 15         |
| 2003 | 103.500     | 115.000     | 90,0        | 28         | 28         |            | 3.696                     | 3       | 3         | 4         | 15         |
| 2004 | 108.500     | 120.000     | 90,4        | 23         | 23         |            | 4.717                     | 3       |           | 4         | 15         |
| 2010 | 118.000     | 121.000     | 97,5        | 16         | 16         |            | 7.375                     | 2       | 2         | 13        | 15         |
| 2014 | 121.000     | 126.600     | 95,6        | 16         | 16         |            | 7.562                     | 1       | 2         | 9         | 15         |
| 2017 | 125.200     | 130.965     | 95,6        | 19         | 18         | 1          | 6.589                     | 1       | 3         | 8         | 15         |
| 2020 | 105.985     | 112.750     | 94,0        | 22         | 19         | 3          | 4.817                     | 1       | 3         | 8         | 16         |
| 2022 | 102.240     | 113.600     | 90,0        | 24         | 20         | 4          | 4.260                     | 1       | 4         | 11        | 17         |